# Montacute House

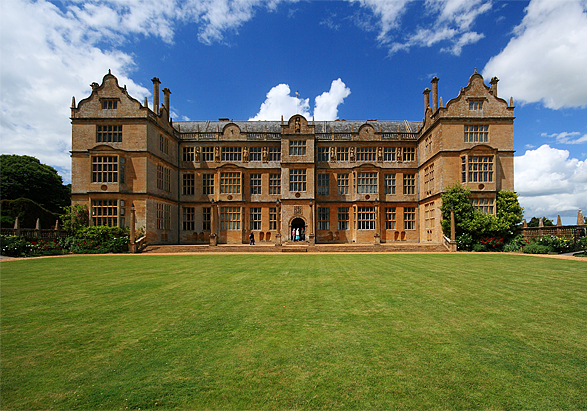
Ostfassade von Montacute House

Montacute House ist ein Herrenhaus in der Grafschaft Somerset in Großbritannien. Das als Kulturdenkmal der Kategorie I klassifizierte Gebäude liegt am Rande des Dorfs Montacute etwa sechs Kilometer westlich von Yeovil und gilt als Meisterwerk der elisabethanischen Architektur.

## Geschichte

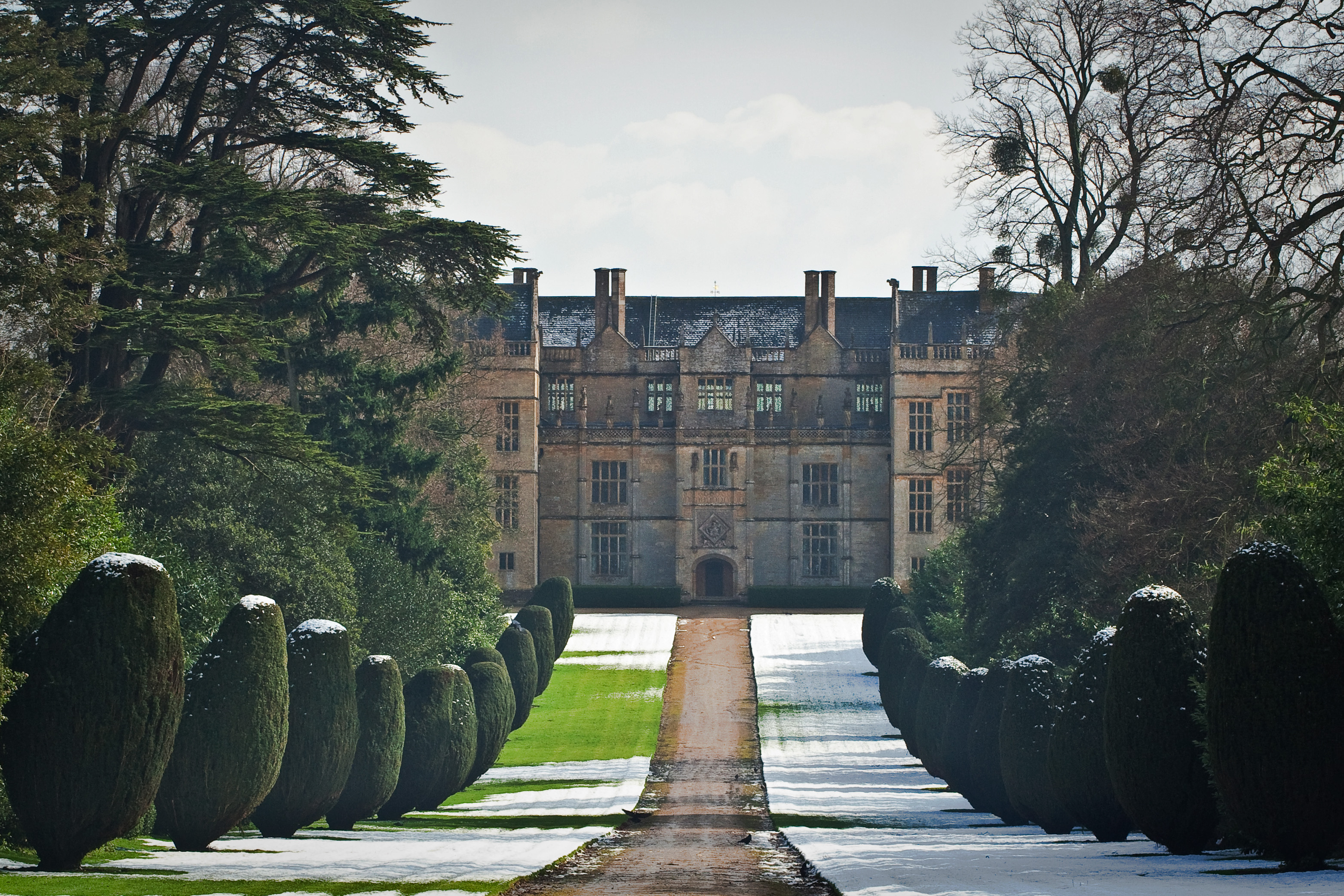
Westfassade mit Hauptzufahrt im Winter

Ursprünglich bezeichnete Montacute eine Cluniazenserabtei, die unter Heinrich VIII. aufgelöst wurde und ihren Namen von der Lage unterhalb des konischen Hügels (lat. Mons acutus) St. Michael's Hill erhielt. Schon vor 1466 war eine Familie Phelips im Dorf Montacute ansässig. Vermutlich 1588 begann Edward Phelips, der durch Erbschaft und durch seine Stellung als Rechtsgelehrter am Königshof wohlhabend geworden war, mit dem Bau eines Landsitzes in seinem Heimatdorf. Der Bau wurde um 1601 fertiggestellt und diente bis 1911 als Landsitz der Familie. In der Folge wurde das Anwesen mehrfach vermietet, unter anderem von 1915 bis 1925 an Lord Curzon. 1929 wurde das Herrenhaus zum Abbruch angeboten. Ernest Edward Cook, ein Enkel des Tourismus-Pioniers Thomas Cook rettete das verwahrloste Anwesen. Er stiftete die Mittel für den Kauf durch die Society for the Protection of Ancient Buildings, die das Gebäude 1931 für nur 5882 £ erwarb und dem National Trust übereignete. Montacute House wurde so zur ersten größeren Gartenanlage, die der National Trust übernahm. Während des Zweiten Weltkriegs diente das Haus als Militärquartier. Nach dem Krieg konnte der National Trust das Haus dank zahlreicher Spenden renovieren. Haus und Gärten können von März bis Oktober besichtigt werden.

## Anlage

### Herrenhaus
Das Herrenhaus wurde vermutlich unter Führung des Maurermeisters William Arnold errichtet und kostete damals in etwa 20.000 £. Das Haus wurde aus großen Blöcken von grobem, goldfarbenen Kalksteinen aus den Steinbrüchen von Ham Hill bei Montacute erbaut. Auch Material aus den Gebäuden der aufgelösten Abtei im Dorf wurde bei dem Bau wiederverwendet. Der langgestreckte dreigeschossige Bau besitzt einen H-förmigen Grundriss. Die Ostfassade war als Hauptfassade konzipiert und ist mit einem säulengerahmten Portal, Ziergiebeln, hohen Schornsteinen, Statuen der Neun Guten Helden und Balustraden versehen. Das Haus ist für die damalige Zeit überaus reich durchfenstert, die Fenster besitzen kleine, bleigefasste Scheiben, die zu großen Teilen aus der Erbauungszeit stammen.
Von 1785 bis 1787 wurde die Fassade des abgebrochenen Clifton Maybank House in Yeovil der Westfassade vorgesetzt, um die ineinanderübergehenden Räume durch einen separaten Korridor einzeln zugänglich zu machen. Dabei wurde der Haupteingang auf diese Seite verlegt. Die Fassade des Clifton Maybank House besteht ebenfalls aus Ham-Hill-Stein und stammt ursprünglich aus der Mitte des 16. Jahrhunderts.

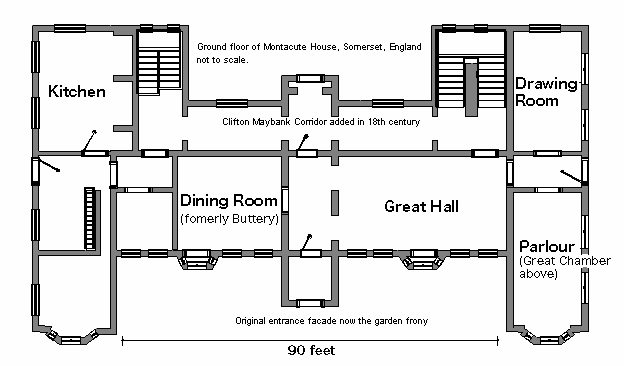
Grundriss des Herrenhauses

### Innenausstattung
Die Haupträume sind noch mit wertvollen Möbeln der Erbauungszeit ausgestattet. Im dritten Stock befindet sich die Long Gallery, die mit einer Länge von 52 Metern als längste erhaltene Long Gallery Englands gilt. Die Galerie und die anderen Räume dienen als Ausstellungsraum für mehr als hundert Porträts der Tudor- und Stuartzeit, die als Dauerleihgabe der National Portrait Gallery in Montacute House zu sehen sind und die als die größte öffentlich ausgestellte Porträtsammlung dieser Epoche gelten.

### Garten
Schon zur Erbauungszeit war das Herrenhaus von Höfen, Gärten und einem Obstgarten umgeben. Trotz mehrerer Umgestaltungen und zuletzt erheblichen Beschädigungen durch Militärfahrzeuge während der Einquartierung im Zweiten Weltkrieg blieben die Grundstrukturen des heute 4,8 ha großen Gartens erhalten.
Der ehemalige Eingangshof bildet heute den östlichen Garten. Aus elisabethanischer Zeit sind die Umfassungsmauern, von Obelisken gekrönte Balustraden und zwei Pavillons erhalten. Der Garten öffnet sich zur Lindenallee, die die ursprüngliche Zufahrt zu dem Herrenhaus bildete. Der nördliche Parterregarten wurde spätestens um 1760 angelegt, seine heutige Form erhielt er um 1850. Er besteht aus quadratischen Beeten um einen zentralen Brunnen und wird von kegelförmigen Eiben und lederblättrigem Weißdorn gerahmt. Die Orangerie  wurde 1848 errichtet. Auf dem südlich des Hauses gelegenen, Cedar Lawn genannten Rasenstück stehen zwei Arizona-Zypressen, die als die größten in England gelten, sowie eine Edelkastanie. Das Rasenstück wird von alten, wellenförmig geschnittenen Eibenhecken umschlossen, die ihre ungewöhnliche Form nach schweren Schneeschäden im Winter 1947 erhielten. Die Hauptzufahrt von Westen wurde um 1785 angelegt und ist von 96 Eiben gesäumt.

## Montacute House im Film
Haus und Garten bildeten die Kulissen für mehrere Filme, unter anderem
- Sinn und Sinnlichkeit
- Elizabeth
- Der Hund von Baskerville
- Wallace & Gromit – Auf der Jagd nach dem Riesenkaninchen
- und The Libertine mit Johnny Depp.[6]